# Topola Katowa
Topola Katowa [pronunciación en polaco: /tɔˈpɔla kaˈtɔva/] es un pueblo ubicado en el distrito administrativo de Gmina Łęczyca, dentro del Distrito de Łęczyca, Voivodato de Łódź, en Polonia central. Se encuentra aproximadamente a 3 kilómetros al suroeste de Łęczyca y a 34 kilómetros al noroeste de la capital regional Łódź.